# Conus pseudokimioi
Conus pseudokimioi é uma espécie de gastrópode do gênero Conus, pertencente à família Conidae.